# 元永好多朗
元永好多朗（もとなが こうたろう、2000年7月31日 - ）は、山口県宇部市出身の陸上競技選手。 専門は長距離種目。宇部工業高等専門学校中退後、帝京大学を経て武田薬品工業陸上競技部に所属。

## 来歴・人物

### 宇部高専時代
2016年に宇部工業高等専門学校に進学。叔父の櫛部静二の影響で陸上競技を始める。
宇部工高専3年時には全国高等専門学校体育大会で5000m準優勝し、3000mSCでは大会新記録を樹立して優勝。さらに同年12月に行われた維新の里 萩城下町マラソンのハーフマラソンでは1時間7分21秒で優勝し、日本高専記録を更新。この記録は現在も破られていない。
その後5年制の高等専門学校の課程を3年で中退し、帝京大学に進学した。

### 帝京大学時代
3年時の第98回東京箱根間往復大学駅伝競走では初のメンバー入りを果たし、7区にエントリーされたものの、当日変更により福島渉太に変更されている。
4年時の4月に行われたかすみがうらマラソンではウルトラマラソン世界記録保持者の風見尚や第92回箱根駅伝5区区間賞のダニエル・ムイバ・キトニーらを抑えて優勝。豪シドニーで行われるシドニーマラソン派遣を獲得した。
しかし、大会直前のメディカルチェックで心房細動が発覚し、シドニーマラソンの参加はおろか、練習の禁止を余儀なくされる。その結果、4ヶ月後に控えた自身で最初で最後の箱根駅伝の出場を断念出場の夢も絶たれた。

### 現在
地元・山口県に拠点を置く武田薬品工業陸上競技部への加入を発表。元旦に行われるニューイヤー駅伝の出場を目指し競技を再開している。
2024年、第63回中国実業団駅伝競走大会にて6区5位と力走した。結果、武田薬品は5位入賞したことにより、第69回全日本実業団対抗駅伝競走大会への出場権を獲得した。第69回全日本実業団対抗駅伝競走大会では2区に出走するも、1時間7分26秒の区間最下位となった。武田薬品は約10秒届かず繰り上げスタートとなった。

## 主な戦績
高専1年時
- 全国高専大会 5000m 9位　15分58秒66

高専2年時
- 全国高専大会 5000m 3位　15分23秒83

高専3年時
- 全国高専大会 5000m 2位　15分29秒22
- 全国高専大会 3000sc 1位　9分21秒39
- 維新の里萩城下町マラソン　ハーフマラソン  1時間7分21秒　優勝

大学3年時
- 関東インカレ 2部 ハーフマラソン 1時間5分2秒　30位
- かすみがうらマラソン兼国際ブラインドマラソン2022 2時間17分6秒　優勝。

## 自己記録
- 5000m - 14分22秒45 （2021年7月11日：国士舘競技会）
- 10000m - 29分45秒82 （2021年4月24日：日体大記録会）
- 3000mSC - 9分21秒39 （2018年8月19日：全国高専大会）
- ハーフマラソン - 1時間4分12秒 （2022年3月13日：全日本学生ハーフマラソン）
- マラソン - 2時間17分6秒 （2022年4月17日：かすみがうらマラソン兼国際ブラインドマラソン2022）